# Obongjayar
Steven Umoh, mieux connu sous son nom de scène Obongjayar, est un chanteur nigérian basé à Londres, en Angleterre. Après avoir sorti plusieurs EP, son premier album studio, Some Nights I Dream of Doors, est sorti en 2022.

## Début de la vie
Steven Umoh a grandi à Calabar, au Nigeria. Il a grandi avec sa grand-mère ; sa mère avait déménagé au Royaume-Uni pour échapper au père d'Umoh, qui était violent. Au début de sa vie, Umoh écoutait principalement du rap bootleg, en particulier Eminem, Usher, Nelly, Snoop Dogg et Ciara.
Umoh a déménagé avec sa mère en Angleterre à l'âge de 17 ans, mais est resté actif sur la scène musicale nigériane. Il a grandi en tant que chrétien profondément religieux, mais est devenu moins religieux après avoir fréquenté l'université de Norwich. À l'université, il chantait principalement avec un accent américain, influencé par son enfance passée à écouter de la musique hip-hop américaine, mais il a fait la transition vers le chant avec son accent naturel nigérian-britannique avant de se lancer dans sa carrière professionnelle.

## Carrière
Obongjayar a commencé sa carrière en publiant sa musique sur SoundCloud. Son travail a attiré l'attention de Richard Russell, directeur exécutif de XL Recordings, qui a ensuite demandé à Obongjayar de contribuer à son projet "Everything Is Recorded". En 2016, Obongjayar a sorti son premier EP, Home, décrit par Noisey comme « une voix unique : celle qui navigue dans l'obscurité avec des hymnes nocturnes, presque spirituels ».
Il s'ensuit un deuxième EP : Bassey, qui est connu pour sa production épurée et ses rythmes afrobeat, ainsi que ses thèmes de spiritualité, de politique et de ses expériences en tant que personne noire. Il a également contribué à l'EP 2017 de Richard Russell, Close But Not Quite.
En 2019, Obongjayar a participé au cinquième album studio du rappeur Danny Brown, U Know What I'm Sayin ? sur les pistes "Belly of the Beast" et "uknowhatimsayin¿".
En 2021, en collaboration avec le producteur d'afrobeat Sarz, Obongjayar a sorti un troisième EP, Sweetness. Il a ensuite participé au titre "Point and Kill", quatrième piste de l'album "Sometimes I Might Be Introvert" de la rappeuse Little Simz,. Obongjayar a également sorti la chanson et le clip vidéo « Message in a Hammer », le premier single de son premier album. Some Nights I Dream of Doors est sorti en mai 2022 et a ensuite été nommé pour le prix Ivor Novello du meilleur album le 18 mai 2023,.
En 2023, Obongjayar a collaboré avec Fred Again sur le single « Adore U ». La chanson a été certifiée disque de platine en Australie et au Royaume-Uni.

## Style
La musique d'Obongjayar a été qualifiée de « difficile à décrire », car elle incorpore des éléments d'afrobeat, de spoken word, de soul et de musique électronique. Ses paroles intègrent des connotations spirituelles, même si elles ne sont pas facilement identifiables à une tradition religieuse spécifique. Une caractéristique unificatrice de toute la musique d'Obongjayar est sa voix unique, qui glisse entre le rap, le chant et le spoken word.

## Discographie

### Albums studio
- Some Nights I Dream Of Doors (2022)
- Paradise Now (2025)

### EP
- Home (2016)
- Bassey (2017)
- Which Way Is Forward (2020)
- Sweetness (2021)